# Deh Sheykh-e Ţasūj
Deh Sheykh-e Ţasūj (persiska: دِه شِيخِ طَسوج) är en ort i Iran.   Den ligger i provinsen Kohgiluyeh och Buyer Ahmad, i den centrala delen av landet, 600 km söder om huvudstaden Teheran. Deh Sheykh-e Ţasūj ligger 2 296 meter över havet och antalet invånare är 182.
Terrängen runt Deh Sheykh-e Ţasūj är bergig västerut, men österut är den kuperad.Runt Deh Sheykh-e Ţasūj är det ganska glesbefolkat, med 42 invånare per kvadratkilometer. Närmaste större samhälle är Bāghcheh-ye Jalīl, 16,7 km öster om Deh Sheykh-e Ţasūj. Omgivningarna runt Deh Sheykh-e Ţasūj är i huvudsak ett öppet busklandskap.